# Jejum
Jejum é a privação de comida ou redução das refeições diárias a uma só durante um período. Existem diversos motivos que levam uma pessoa a fazer jejum, sendo os principais religiosos ou medicinais. Outros motivos incluem a greve de fome política.

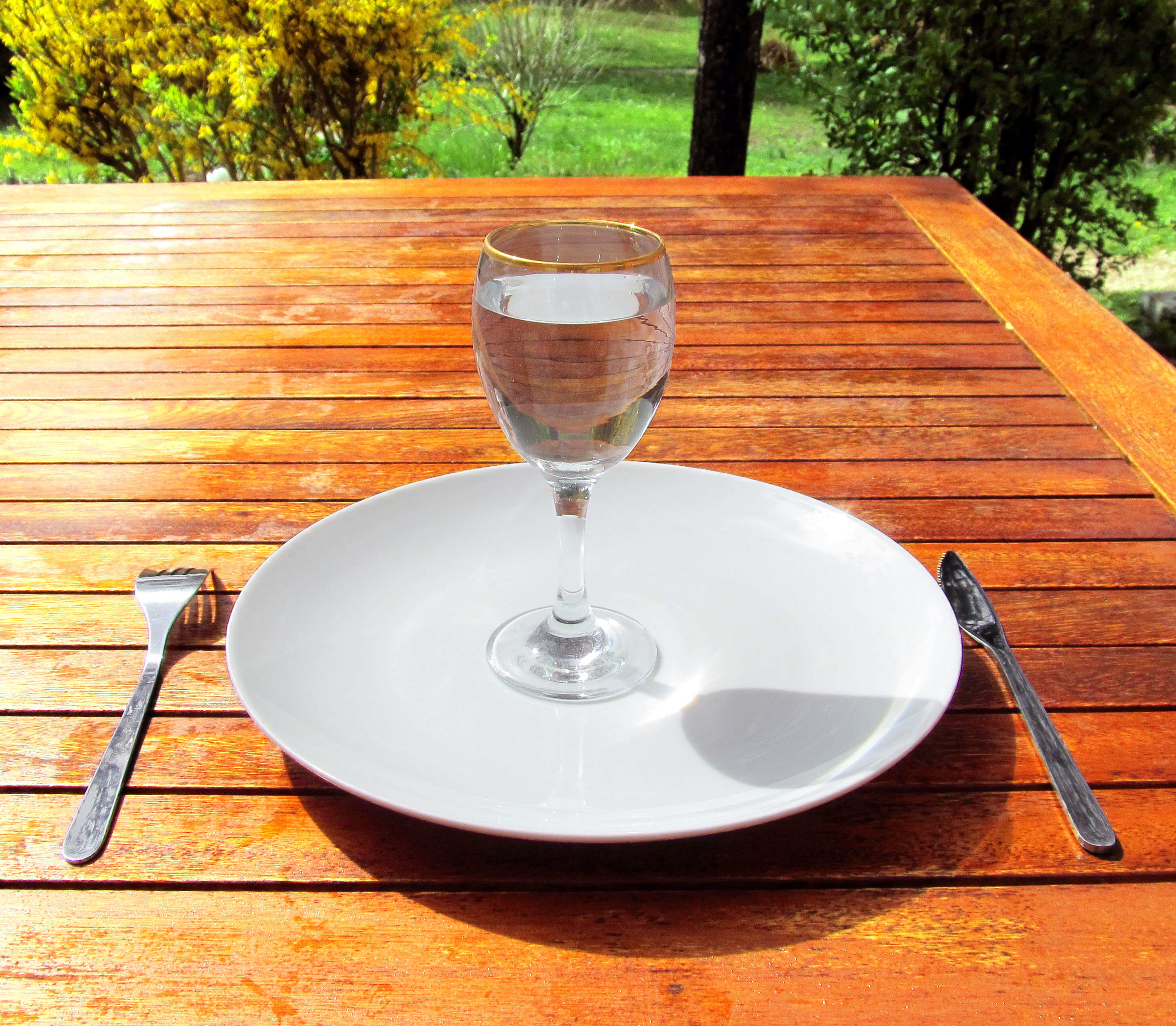
Fasting 4-Fasting-a-glass-of-water-on-an-empty-plate

## Tipos de jejum

### Jejum intermitente
Jejum intermitente é um termo designado para um padrão alimentar no qual alterna-se períodos em jejum e de alimentação. Alguns protocolos adotados são:
- Método 16/8: no qual o praticante fica dezesseis horas sem comer, com uma janela de oito horas para se alimentar;[4]
- Jejum de 24 horas: consiste em um dia inteiro de jejum, e pode ser feito no máximo de 2 a 3 vezes por semana;[5]
- Jejum em dias alternados: método no qual o praticante jejua por vinte e quatro horas e se alimenta normalmente nas outras vinte e quatro horas.[6]
- Método 5:2: neste método o praticante se alimenta normalmente por cinco dias e faz jejum por dois dias inteiros.[7]

### Jejum seco
O jejum seco (Dry fasting, em inglês) é um jejum absoluto, onde o praticante se abstém de comida e líquidos. É o jejum que se faz naturalmente enquanto se dorme. Ele foi praticado por algumas figuras bíblicas como, por exemplo, Moisés (Êxodo 34:28 e Deuteronômio 9:18) e pelo apóstolo Paulo (Atos 9:9).
É um jejum comumente praticado pelo cristianismo ortodoxo russo e, por essa razão, é na própria Rússia onde se têm o maior número de praticantes, livros e pesquisas a respeito deste tipo de jejum.

## Motivo médico
As cirurgias requerem entre 8 a 12 horas de jejum pré-operatório. A importância deste jejum é que o paciente pode vomitar e obstruir as vias respiratórias, ocasionando a morte. Além disso, cirurgias realizadas sobre o aparelho digestivo são dificultadas pela presença de alimentos.

## Motivos Religiosos
Cada religião tem um modo diferente de abordar a prática do jejum.

### Católicos
Para os fiéis da Igreja Católica, a prática da abstinência e o jejum são formas de penitência interior. O Catecismo da Igreja Católica define este interior como "uma reorientação radical de toda a vida, um retorno, uma conversão para Deus de todo nosso coração, uma ruptura com o pecado, uma aversão ao mal e repugnância às más obras […]".
O católico deve praticar o jejum semanalmente, mais precisamente às sextas-feiras, e nas datas da quarta-feira de cinzas e sexta-feira da Paixão de Jesus Cristo, consoante o Código de Direito Canónico em seu cânone 1251.
Na Idade Média, várias mulheres, em nome da religião, praticavam longos jejuns, numa condição que contemporaneamente se denomina anorexia mirabilis.

### Evangélicos
Os Evangélicos não têm datas específicas para jejuar e também tempo determinado para os dias de jejum. Jejum é baseado no sentido bíblico literal, que é uma forma de 'matar a carne'. O jejum pode ser a abstinência não só de alimentos e líquidos, mas de qualquer coisa ou hábito que tenha se tornado 'indispensável', como forma de entrega e dependência real de Deus. Há vários relatos desta prática na Bíblia.

### Muçulmanos
O jejum é observado durante todo o mês do Ramadão, da alvorada ao pôr-do-sol, eles não comem e não bebem nada, nem mesmo água, o jejum também aplica-se às relações sexuais. O crente deve não só abster-se dessas práticas como também não pensar nelas e manter-se concentrado em suas orações e recordações de Deus, sendo neste mês a frequência mais assídua à mesquita. Além das cinco orações diárias (salá), durante esse mês sagrado recita-se uma oração especial chamada Taraweeh (oração noturna).

### Judeus
Os judeus fazem jejum no Dia do Perdão (Yom Kippur). Do pôr-do-sol de um dia ao pôr-do-sol do outro dia, não comem e não bebem nada, nem mesmo água. Outros jejuns judaicos são o de Guedaliah e o Jejum de 10 de Tevet

### Budismo (Buddha Dharma)
Os Budistas vêem o ato do jejum como uma reflexão à necessidade de consumir. O jejum muitas vezes é um ato de sacrifício pessoal em respeito ao alimento e uma forma de refletir a importância dos alimentos e vícios.

### Santos dos Últimos Dias
Os membros d'A Igreja de Jesus Cristo dos Santos dos Últimos Dias são encorajados a praticar o jejum completo (abstinência total de alimentos e líquidos) durante um período que inclua duas refeições (aproximadamente 24 horas), em todo primeiro sábado/domingo de cada mês, e incentivados a fazer uma oferta de jejum, ou seja, aquilo que gastariam com alimentação no período do jejum é destinado para pessoas e entidades carentes. Os membros que não podem jejuar por motivos médicos são incentivados a colaborar com a oferta de jejum.

### Sã Doutrina Espiritual do Sétimo Dia
Os membros da Sã Doutrina Espiritual do Sétimo Dia (também conhecidos como crente-espiritual) praticam o jejum completo (abstinência total de alimentos e líquidos) durante períodos determinados, normalmente aos sábados, iniciando ao amanhecer, e concluindo ao meio dia, ou ainda às 18:00 horas).

### Fé Bahá'í
O Jejum Bahá'í, consiste em que no último mês do Calendário bahá'í, que compreende o período de 2 a 21 de março, os bahá'ís abstêm-se de alimentos e bebidas do nascer ao pôr-do-sol.